# جون إتش. ريس
جون إتش. ريس (بالإنجليزية: John H. Reese)‏ (18 ديسمبر 1910 في الولايات المتحدة - 15 أغسطس 1981، سانتا ماريا في الولايات المتحدة)؛ كاتِب مُتخصِّص في أدب الأطفال وروائي أمريكي.

## روابط خارجية
- جون إتش. ريس على موقع IMDb (الإنجليزية)
- جون إتش. ريس على موقع قاعدة بيانات الفيلم (الإنجليزية)